# Meczet Hassan Bek

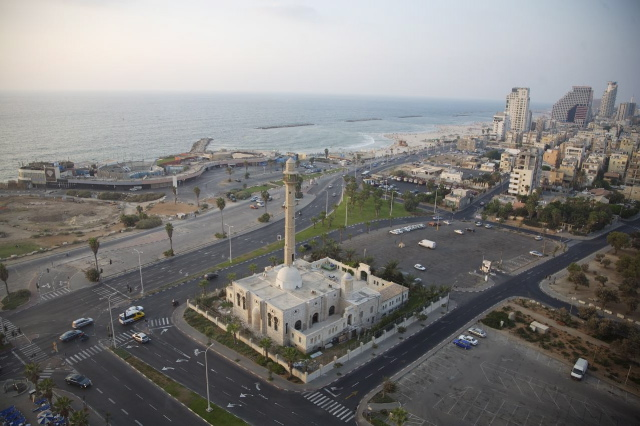
Meczet Hassan Bek widziany z lotu ptaka

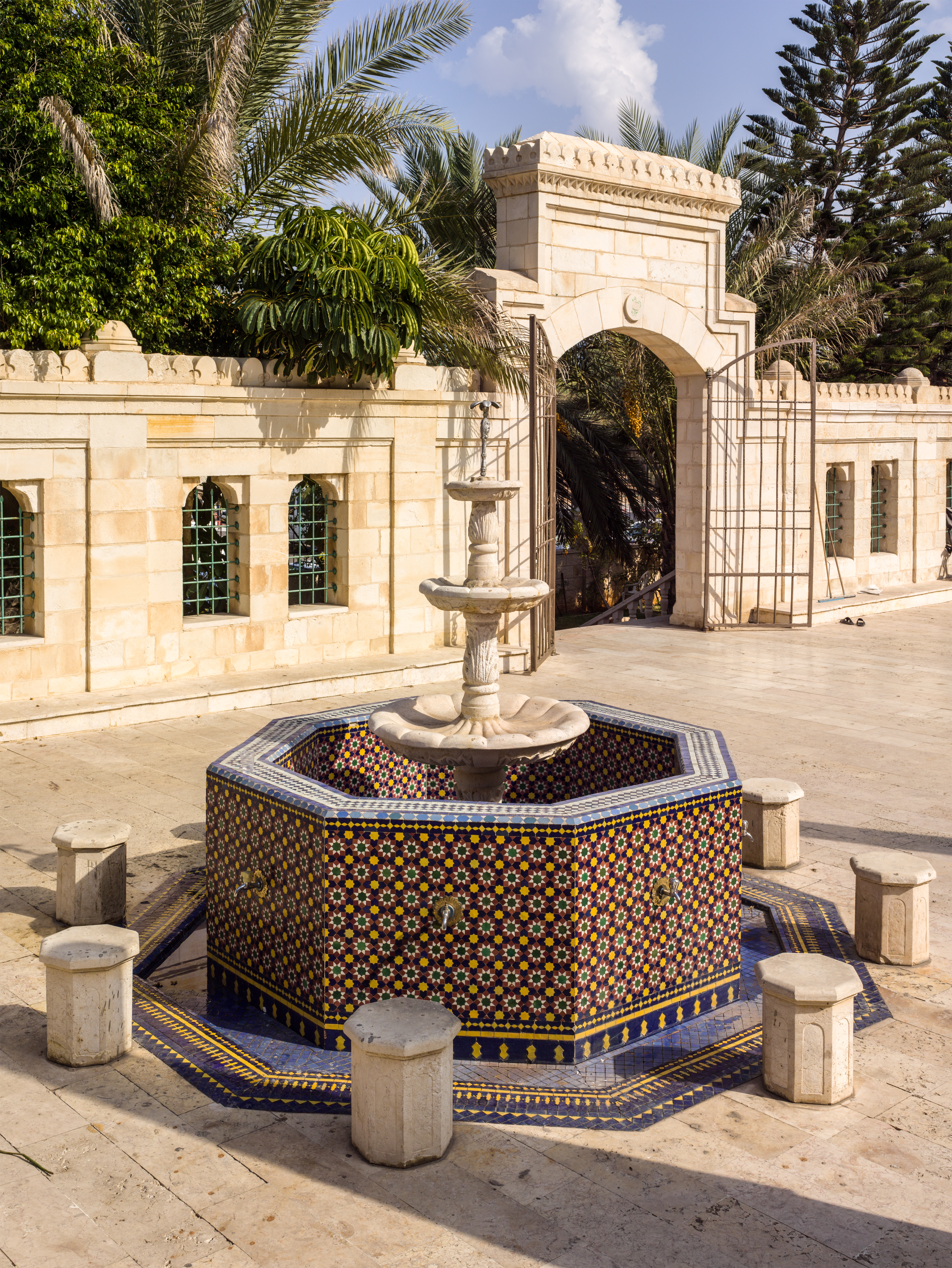
Meczet Hassan Bek – fontanna do rytualnej ablucji

Meczet Hassan Bek  (arab. مسجد حسن بك; hebr. מסגד חסן בק) – meczet w Tel Awiwie, w Izraelu. Pierwotnie wybudowany w Jafie, obecnie osiedla Menaszijja w Tel Awiwie. Jego historia jest ściśle związana z kolejnymi etapami konfliktu izraelsko-arabskiego. Z tego powodu ma on głębokie znaczenie symboliczne i emocjonalne tutejszych Arabów.

## Historia
Decyzję o budowie meczetu podjął podczas I wojny światowej w 1916 turecki wojskowy gubernator Jafy, Hassan Bek. Meczet miał powstać na dalekich północnych przedmieściach Jafy. Celem jego budowy było przeciwdziałanie ekspansji terytorialnej rozrastającego się żydowskiego osiedla Tel Awiw.
Aby wybudować meczet, Hassan Bek zatrudnił licznych robotników budowlanych, którzy pracowali w dzień i noc, aby jak najszybciej ukończyć budowę. Wysiłek był tak wielki, że wielu robotników zostało rannych w wypadkach, a kilku zmarło z wycieńczenia. Do budowy meczetu wykorzystywano skonfiskowane materiały budowlane z sąsiedniego żydowskiego Tel Awiwu. Pomimo wysokich kosztów, jeszcze w tym samym 1916 roku budowę ukończono. Nadano mu nazwę Hassan Bek na cześć budowniczego. Nieproporcjonalnie wysoki minaret meczetu od tego momentu górował nad całą okolicą. Bardzo szybko meczet stał się centrum religijnym dla muzułmanów z osiedla Menaszijja.
W 1923 Najwyższa Rada Muzułmańska w ramach prac na rzecz zachowania i odbudowy meczetów w Mandacie Palestyny, odnowiła także meczet Hassan Bek. Uznano go jako element arabskiej walki narodowej i Rada postanowiła wspierać finansowo jego działalność jako centrum społecznego mieszkańców północnej Jafy. W 1935 dziedziniec meczetu wyłożono płytami chodnikowymi oraz wybudowano murowane ogrodzenie. Ostatni burmistrz Jafy, Jusuf Hall, nadał święty status gruntom na których stał meczet.

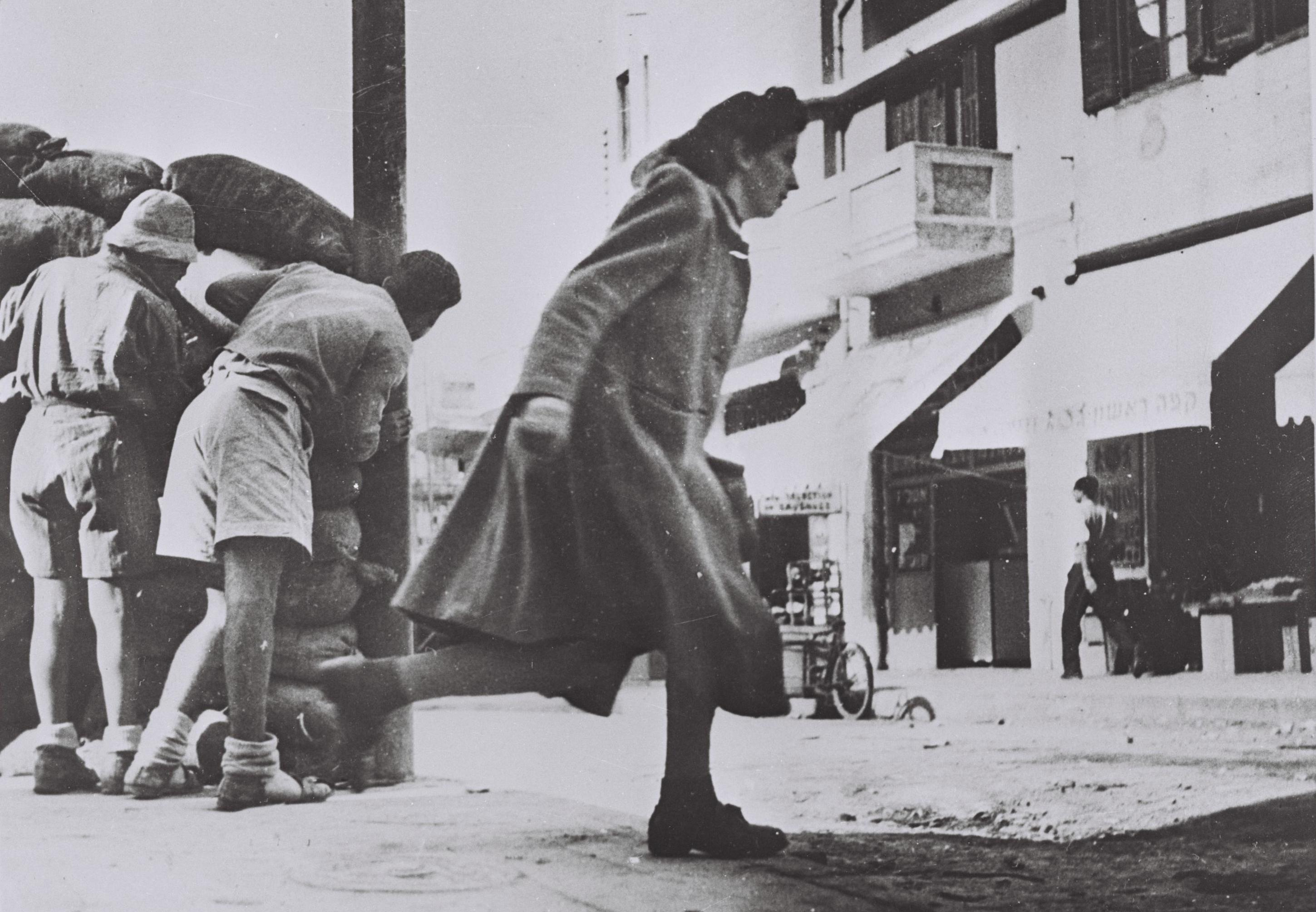
Mieszkańcy Tel Awiwu pod arabskim ostrzałem prowadzonym z minaretu meczetu Hassan Bek

Podczas wojny domowej w Mandacie Palestyny (1947–1948) meczet był wykorzystywany przez arabskich snajperów, którzy ostrzeliwali sąsiednie osiedla żydowskie Tel Awiwu. W kwietniu 1948 podczas operacji Chamec oddziały Hagany i Irgunu zajęły ten teren. Według relacji Josefa Nahmias, byłego członka Irgunu, członkowie jego oddziału przygotowywali się wówczas do wysadzenia meczetu Hassan Bek, zostali jednak powstrzymani przez swojego dowódcę Menachem Begina. Powiedział on, że meczet jest zbyt piękny, aby go niszczyć.
Po zakończeniu wojny o niepodległość meczet stał opuszczony i niszczał. Większość arabskich mieszkańców Jafy i osiedla Menaszijja uciekła podczas wojny do Strefy Gazy (pod okupacją Egiptu), gdzie mieszkali w obozach uchodźców palestyńskich. Wiele ich domów została zburzona bezpośrednio po 1948. Inne wyburzono podczas wdrażania planu rozbudowy Tel Awiwu w 1960. W rezultacie, z całego osiedla Menaszijja pozostały jedynie dwa budynki: meczet Hassan Bek oraz budynek w którym utworzono Muzeum Niepodległości Ecel. Meczet ocalał, ponieważ władze miejskie uznały, że jego zniszczenie byłoby profanacją świętego miejsca muzułmanów. W rezultacie, opuszczony i niszczejący meczet stał się ulubionym miejscem przebywania włóczęgów i narkomanów.
W 1965 w Izraelu utworzono arabskie komitety do opieki nad świętymi meczetami w miastach mieszanych. W listopadzie 1967 komitet taki powstał w Jafie. Jego działalność była jednak bardzo mocno ograniczona, głównie z powodu nieufności ze strony arabskiej społeczności i braku zaufania dla izraelskich władz. W tym okresie rozkradziono drzwi, okna i marmurowe podłogi meczetu. W 1979 losem niszczejącego meczetu zainteresował się Samuel Toledano, doradca do spraw arabskich burmistrza Tel Awiwu, Jehoszua Rabinowica. Izraelski biznesmen Gerszon Peres (brat Szimona Peresa) zaoferował arabskiemu komitetowi w Jafie wydzierżawienie budynku dawnego meczetu na okres 49-lat, i wykorzystanie go jako centrum handlowe. W swoich wspomnieniach Peres powiedział, że usiłował nawet przekupić przedstawicieli zarządu islamskich własności w Jafie, nie uzyskał jednak ich zgody. Ujawnienie tych starań wywołało burzliwe protesty arabskich mieszkańców Jafy, które były wspierane przez izraelskie organizacje pokojowe i obrony praw człowieka. W rezultacie zrezygnowano z tych planów.
W 1983 Ruch Islamski wezwał do odnowienia meczetu Hassan Bek. Pomysł ten zyskał poparcie opinii publicznej i dzięki wsparciu finansowemu muzułmańskich organizacji z Jordanii i Arabii Saudyjskiej w 1985 rozpoczęto prace remontowe. W 1988 nastąpiło ponowne otwarcie meczetu dla celów religijnych. Wydarzenie to zostało uznane przez Arabów z Jafy jako kamień milowy w ich odzyskiwaniu świadomości narodowej i obronie ich praw społecznych.
Meczet Hassan Bek stał się miejscem licznych incydentów. Między innymi w 2000 prawicowi aktywiści żydowscy obrzucili meczet kamieniami, wybijając szyby w oknach. Zdarzenia te wymusiły na muzułmanach wystawienie strażników meczetu, którzy dyżurują przez całą dobę. Do największego ataku doszło w czerwcu 2001, kiedy to kilkuset żydowskich ekstremistów otoczyło meczet ze wszystkich stron, obrzucając go kamieniami i koktajlami Mołotowa. Od uderzeń kamieniami rannych zostało wówczas kilkudziesięciu muzułmanów. Zniszczeniu uległy także liczne samochody zaparkowane na parkingu przy meczecie. W 2004, 2007 i 2010 doszło do udaremnionych prób podpalenia meczetu. W sierpniu 2005 prowokacyjnie wrzucono na teren meczetu głowę świńską. 3 maja 2008 grupa żydowskich ekstremistów włamała się do części meczetu, niszcząc wyposażenie.

## Architektura
Meczet Hassan Bek został wybudowany w osmańskim stylu architektonicznym. Wysoka i smukła cylindryczna, żebrowana wieża minaretu kontrastuje ze stosunkowo niskim kwadratowym budynkiem modlitewnym, na którym wzniesiono betonową kopułę. Do budowy meczetu wykorzystano biały kamień wapienny, zamiast powszechnie występującego w otoczeniu żółto-brązowego wapienia. Ściany są perforowane, z misternie zdobionymi i kolorowymi oknami.